# Brachynervus tsunekii
Brachynervus tsunekii är en stekelart som beskrevs av Tohru Uchida 1955. Brachynervus tsunekii ingår i släktet Brachynervus och familjen brokparasitsteklar. Inga underarter finns listade.